# Ford Indigo
Der Ford Indigo ist ein Konzeptfahrzeug, das vom US-amerikanischen Automobilhersteller Ford für die Autoausstellungen des Jahres 1996 entwickelt und von Claude Lobo, dem Design- und Technikdirektor von Ford, entworfen wurde. Es wurden zwei Exemplare gebaut, von denen nur eines tatsächlich funktionstüchtig war. Von den ursprünglichen Computerentwürfen bis zum fertigen Auto benötigte Ford sechs Monate. Das funktionsfähige Konzeptfahrzeug befindet sich noch immer im Besitz von Ford. Das nicht funktionsfähige Fahrzeug wurde versteigert.

## Geschichte
Der Indigo wurde entwickelt, um die Indy-Car-Technologien von Ford zu präsentieren, einschließlich neuer Materialien und Konstruktionstechniken sowie Verbesserungen am Antriebsstrang und der Aerodynamik. Das Monocoque-Chassis wurde in Zusammenarbeit mit Reynard Motorsport als einteilige Wanne aus einem Kohlenstofffaser-Verbundwerkstoff entwickelt, an der die Aufhängung direkt befestigt ist. Die Aufhängung war in Konstruktion und Material eine direkte Kopie der verschiedenen Indy-Autos von Reynard, die nur geringfügig modifiziert werden mussten, um ein Zwei-Personen-Layout zu ermöglichen.

## Technische Daten
Der fahrbereite Indigo hatte einen 6,0-Liter-V12-Motor mit 48 Ventilen und DOHC-Ventilsteuerung, der dessen Kolben, Pleuelstangen Ventiltrieb baugleich mit jenem des Duratec-V6-Motors von Ford aus dem Taurus und Mercury Sable war. Der Motor ist technisch anders als der V12-Motor aus dem GT90-Konzeptfahrzeug aufgebaut, das ein Jahr zuvor vorgestellt wurde (mit Teilen des Modular V8), obwohl beide den gleichen Hubraum haben. Der Motor hat eine Leistung von 435 hp (324 kW) bei 6.100/min und ein Drehmoment von 405 ft·lb (549 Nm) bei 5.250/min. Dieser Motor wurde später in vielen Fahrzeugen von Aston Martin eingesetzt, das bis 2007 zu Ford gehörte. Der Motor wurde direkt mit dem Chassis verschraubt und ist ein tragendes Element für einige Aufhängungskomponenten, wie es bei den meisten Indy Cars der Fall ist. Das Getriebe ist ein 6-Gang-Getriebe mit manueller Kupplung und Druckknopfschaltung am Lenkrad, das von Reynard für seine Indy-Cars entwickelt wurde. Laut Herstellerangaben sollte das Fahrzeug auf der Autobahn bei konstanter Fahrweise einen Verbrauch von 8,4 l/100 km erreichen. Fünf dieser Motoren wurden von Cosworth im Auftrag von Ford gebaut und sind im Besitz des Unternehmens.
Der Indigo fährt auf dreiteiligen, modularen Fikse-Rädern (17×11,5 Zoll vorne und 18×12,5 Zoll hinten), die mit Breitreifen von Goodyear bestückt sind. Die Lenkung ist eine modifizierte Zahnstangenlenkung mit Servounterstützung, die aus dem Taurus übernommen wurde. Die Bremsen stammen von Brembo, die Bremsscheiben messen vorne 13,2 Zoll und hinten 14,0 Zoll. Der Indigo soll in 4 Sekunden auf 97 km/h (60 mph) beschleunigen und eine theoretische Höchstgeschwindigkeit von 290 km/h (180 mph) erreichen.

## Design und Eigenschaften
Die Karosserie aus mit Kohlenstoff- und Glasfasern verstärktem Kunstharz hat Scherentüren, die einen einfachen Zugang zum Auto ermöglichen. Das Fahrzeug hat tiefe Ledersitze, eine Stereoanlage, eine Klimaanlage und einen Vier-Punkt-Renngurt. Hinter dem Lenkrad ist eine Flüssigkristallanzeige in das Armaturenbrett eingebaut, die dem Fahrer die wichtigsten Informationen des Fahrzeugs anzeigte. Das niedrige, keilförmige Design des Fahrzeugs beinhaltet eine Haifischnase an der Front mit einem angebrachten Frontspoiler und einem in die Karosserie integrierten Heckspoiler zur Verbesserung der Aerodynamik. Der Frontspoiler beherbergt auch die LED-Blinker, während der Heckspoiler die Rückleuchten in Neonröhrenform beherbergt. Der statische Ausstellungswagen hatte ein Windschutzscheibe zum Schutz der Insassen vor dem Fahrtwind, während der funktionierende Prototyp ohne auskam.

## Weitere Medien
Der Wagen war im PC/PlayStation-Arcade-Rennspiel Need for Speed II als Wagen der Klasse B, in Ford Racing 2, Ford Racing 3 und auch im Xbox-360-Spiel Project Gotham Racing 3 als „Ford Super Car Concept“ zu sehen.